# لی کنوویل
لی کنوویل (انگلیسی: Lee Canoville؛ زادهٔ ۱۴ مارس ۱۹۸۱) فوتبالیست اهل بریتانیا است.
از باشگاه‌هایی که در آن بازی کرده‌است می‌توان به باشگاه فوتبال اسپالدینگ یونایتد، باشگاه فوتبال آرسنال، باشگاه فوتبال شروزبری تاون، باشگاه فوتبال نوتس کانتی، باشگاه فوتبال نورث‌همپتون تاون، باشگاه فوتبال گرایس اتلتیک، باشگاه فوتبال بوستون یونایتد، و باشگاه فوتبال تورکی یونایتد، باشگاه فوتبال گینزبورو ترینیتی، باشگاه فوتبال بوستون یونایتد، و تیم ملی فوتبال انگلستان اشاره کرد.
وی همچنین در تیم ملی فوتبال زیر ۱۶ سال انگلستان بازی کرده‌است.